# Дьяблотен
Дьяблотен (англ. Morne Diablotins) — стратовулкан на острові Домініка в Карибському морі, найвища гора Домініки. Назву вершини дано на честь кубинського тайфунника, відомого також як Дьяблотен. Висота — 1447 м.

## Географія
Сам вулкан розташований у північній частині острова за 24 км від столиці Домініки — міста Розо, і за 10 км на південний схід від Портсмута (другого за величиною поселення в країні). В околицях вершини знаходиться Національний парк Дьяблотен.
Останнє виверження вулкана відбулося близько 30 тис. років тому. Немає відомих історичних вивержень. Витік річки Туламан лежить у гірській місцевості.
Morne Diablotins поділяє свою назву з місцевим терміном для рідкісного чорноголового буревісника (Pterodroma hasitata).